# Válečka prapořitá
Válečka prapořitá (Brachypodium pinnatum; syn. Festuca pinnata, Triticum pinnatum) je tráva z čeledi lipnicovitých (Poaceae).

## Popis
Válečka prapořitá je tráva, která netvoří trsy. Dorůstá výšky až 1 m. Listy jsou dlouhé, tuhé, hojně chlupaté; kolínka jsou taktéž mírně chlupatá. Květenství je vzpřímený lichoklas (hrozen klásků), který obsahuje 6–12 jednotlivých válcovitých klásků. Vzpřímené klásky v době květu odstávají, osiny jsou krátké. Válečka prapořitá kvete od června do září.

## Stanoviště, rozšíření
Preferuje humózní, sušší, často i vápenité půdy. V ČR se vyskytuje hojně na většině území kromě vysokých sudetských pohoří, ale pouze zřídka na Českomoravské vrchovině a na Třeboňsku. Tvoří konstantní dominantu společenstev širokolistých suchých trávníků (svazy Bromion erecti, Cirsio-Brachypodion pinnati) a teplomilných lesních lemů, roste též v ostatních typech suchých luk, v křovinách, teplomilných doubravách a borových lesích. Těžiště výskytu tohoto druhu je v Evropě (zejména střední, východní a severní Evropa), druh se ale vyskytuje i v západní Asii a na Sibiři, druhotně byl zavlečen na západní pobřeží Severní Ameriky.